# Системи розробки родовищ корисних копалин
Систе́ма розро́бки родо́вищ корисних копалин — визначений порядок виконання гірничо-підготовчих, нарізних, розкривних і видобувних робіт.

## Загальна характеристика
Система розробки родовищ корисних копалин включає:
- 1) Сукупність технологічних і технічних засобів, які забезпечують ефективне проведення процесу розробки багато- або великого однопластового родовища, яка ґрунтується на раціональному вирішенні питань виділення експлуатаційних об'єктів, послідовності їх освоєння, виборі систем розробки для кожного з об'єктів.
- 2) Встановлений для даних геологічних умов залягання пласта та прийнятих засобів механізації виймання вугілля певний порядок ведення підготовчих, нарізних та очисних робіт у межах поверху, панелі чи горизонту, поєднаний в просторі і часі. Основними параметрами системи розробки є довжина очисного вибою і довжина виймального поля. Вибрана для конкретних умов залягання пластів система розробки повинна задовольняти такі вимоги: безпеку ведення очисних і підготовчих робіт, комфортні умови праці, економічність розробки, мінімальні втрати корисних копалин в надрах і забезпечувати охорону навколишнього середовища. Основними факторами, які впливають на вибір системи розробки, є: потужність і кут падіння пластів, властивість вмісних порід, глибина розробки, газоносність та обводненість родовища, схильність пластів до раптових викидів вугілля та газу, способи механізації очисних та підготовчих робіт та ін. Різноманітність гірничо-геологічних умов залягання пластів і технічних засобів їх виймання обумовлюють різноманітність варіантів систем розробки.

## Класифікація систем розробки твердих корисних копалин
Розподіл систем розробки по групах здійснюється на основі однієї або декількох вибраних ознак:
- спосіб управління тиском;
- стан виробленого простору у період ведення очисного виймання;
- стан виробленого простору після закінчення видобутку корисної копалини з даного виїмкового поля;
- послідовність та напрям проведення очисної виїмки;
- форма очисного вибою;
- обсяг та порядок проведення підготовчих і нарізних робіт; порядок розробки родовища та ін.).

Як правило, для класифікації одна з ознак приймається за основну, а для подальшого ділення на дрібніші підрозділи беруть ще 2–3 ознаки (дуже рідко — більше).

## Розповсюджені системи розробки
- Система розробки вугільних пластів
- Система розробки з магазинуванням руди
- Система розробки з підповерховим обваленням
- Система розробки з поверховим примусовим обваленням
- Система розробки родовища стовпова
- Система розробки родовища горизонтальними шарами
- Комбінована система розробки родовища
- Система розробки родовища поперечно-похилими шарами
- Система розробки родовища похилими шарами